# Бенч Михайло Іванович
Михайло Іванович Бенч (нар. 6 березня 1949, с. Заруддя, нині Травневе, Україна) — український фотохудожник, публіцист.

## Життєпис
Михайло Бенч народився 6 березня 1949 року, в селі Заруддя (нині Травневе  Тернопільського району)  Тернопільської області, Україна.
Закінчив Львівське професійно-технічне училище, факультет фотомистецтва Московського університету мистецтв (1976).
Від 1972 — працює в Тернопільському фінасовому економічному інституті (нині національний економічний університет): завідувач фотолабораторії та кореспондент газети «Академія». Працював фотокором на «Олімпіаді-80» у Москві.

## Творчість
Ілюструє релігійне видання «Божий сіяч». 
Роботи були представлені на персональних виставках:
- «Спорт — посол миру»,
- «Візит Папи Римського в Україну»,
- «Боже, Україну збережи!»,
- «З любов’ю до Вас» (1999, 2000),
- «Боже, нам єдність подай» (липень 2013).

Роботи фотохудожника стали окрасою низки книжок, буклетів, путівників, вебсайтів, публікувалися у вітчизняних і зарубіжних виданнях. У доробку мистця проілюстровані ним фотоальбоми:
- «Тернопіль» (1996),
- «Симфонія Катедрального собору: минуле і сучасність» (1999)
- тощо.

## Відзнаки
- Заслужений працівник культури України (1 грудня 2018) — з нагоди 27-ї річниці підтвердження всеукраїнським референдумом Акта проголошення незалежності України 1 грудня 1991 року[3]
- Лауреат міжнародних, всесоюзних, всеукраїнських фотовиставок.